# KBS 다큐 1
《KBS 다큐 1》은 2015년 4월 10일부터 2016년 2월 11일까지 방송되었던 다큐멘터리 프로그램이다.

## 기획 의도
현대 교양인이 알아야 할 지식 정보와 보는 즐거움을 제공한 다큐멘터리 프로그램이다.

## 방영 목록
| 회차                         | 방송일           | 부제                                       | 구성                  | 연출                                                          |
| 억척 어멈                    | 억척 어멈        | 억척 어멈                                  | 억척 어멈             | 억척 어멈                                                     |
| ---------------------------- | ---------------- | ------------------------------------------ | --------------------- | ------------------------------------------------------------- |
| 1회                          | 2015년 4월 10일  | 엄마의 자리                                | 정윤미                | 이승현                                                        |
| 2회                          | 2015년 4월 17일  | 맨손의 엄마들                              | 정윤미                | 이승현                                                        |
| 스무 살 아시아               |                  |                                            |                       |                                                               |
| 3회                          | 2015년 4월 30일  | 차이니즈 히잡                              | -                     | 이호경                                                        |
| 4회                          | 2015년 5월 1일   | 맨발의 청춘                                | -                     | 이호경                                                        |
| 실종                         |                  |                                            |                       |                                                               |
| 5회                          | 2015년 5월 7일   | 돌아오지 않는 사람들                       | 윤영수                | 장강복, 김종관                                                |
| 6회                          | 2015년 5월 8일   | 포기하지 않는 사람들                       | 윤영수                | 장강복, 김종관                                                |
| 한국경제의 골든타임          |                  |                                            |                       |                                                               |
| 7회                          | 2015년 5월 14일  | 저 성장의 덫 - 돌파구는 없나               | 강지희                | 염상섭                                                        |
| 8회                          | 2015년 5월 15일  | 낡은 패러다임을 넘어                       | 조정화                | 박형욱                                                        |
| 100세 사회의 경고            |                  |                                            |                       |                                                               |
| 9회                          | 2015년 5월 21일  | 고령화 쇼크 - 한중일은 무너지는가?         | 김근라                | 김종서                                                        |
| 10회                         | 2015년 5월 22일  | 연금 - 신화는 없다                         | 김근라                | 김종서                                                        |
| 11회                         | 2015년 5월 28일  | 누가 노인을 돌볼 것인가?                   | 김근라                | 김종서                                                        |
| 12회                         | 2015년 5월 29일  | 초고령사회 - 누가 일할 것인가?             | 김근라                | 김종서                                                        |
| 골든 아시아                  |                  |                                            |                       |                                                               |
| 13회                         | 2015년 6월 3일   | 거대시장의 탄생                            | 김수현, 민혜진 김한길 | 이지운, 정경아 남진현                                         |
| 14회                         | 2015년 6월 4일   | 자원의 바다                                | 김수현, 민혜진 김한길 | 이지운, 정경아 남진현                                         |
| 15회                         | 2015년 6월 10일  | 황금세대의 꿈                              | 김수현, 민혜진 김한길 | 이지운, 정경아 남진현                                         |
| 16회                         | 2015년 6월 11일  | 세계의 공장                                | 김수현, 민혜진 김한길 | 이지운, 정경아 남진현                                         |
| 한국전쟁                     |                  |                                            |                       |                                                               |
| 17회                         | 2015년 6월 25일  | 한반도 창공을 누빈 한국의 영웅 무스탕      | 김혜진                | 유희원                                                        |
| 18회                         | 2015년 6월 26일  | 백두산함 - 운명을 바꾼 해전                | 손동은                | 박익찬, 이동훈                                                |
| 아베의 일본 - 살아나는가?    |                  |                                            |                       |                                                               |
| 19회                         | 2015년 7월 2일   | 일본병 20년                                | 김남희                | 손현철                                                        |
| 20회                         | 2015년 7월 3일   | 아베노믹스의 반전                          | 김남희                | 손현철                                                        |
| 중국속으로                   |                  |                                            |                       |                                                               |
| 21회                         | 2015년 7월 9일   | 13억 대륙의 마음을 잡아라                  | 정은이, 이재연        | 구수환, 유재우                                                |
| 22회                         | 2015년 7월 10일  | 용(龍)의 변신 - 한국의 선택                | 정은이, 이재연        | 구수환, 유재우                                                |
| 23회                         | 2015년 7월 16일  | 중국의 고민을 읽어라                       | 정은이, 이재연        | 구수환, 유재우                                                |
| 24회                         | 2015년 7월 17일  | IT 혁명의 중심 - 중국과 공존하라           | 정은이, 이재연        | 구수환, 유재우                                                |
| 한반도 - 운명의 격전         |                  |                                            |                       |                                                               |
| 25회                         | 2015년 7월 30일  | 동아시아가 뒤집히다 - 청일전쟁             | 윤영수                | 나영                                                          |
| 26회                         | 2015년 7월 31일  | 끝나지 않은 패권 - 러일전쟁                | 유재은                | 고정훈                                                        |
| 넥스트 휴먼                  |                  |                                            |                       |                                                               |
| 27회                         | 2015년 9월 3일   | 돌연변이의 탄생                            | 김민정                | 이재혁, 이지윤                                                |
| 28회                         | 2015년 9월 4일   | 마지막 크로마뇽인                          | 김민정                | 이재혁, 이지윤                                                |
| 29회                         | 2015년 9월 10일  | 신의 언어 유전자                           | 김민정                | 이재혁, 이지윤                                                |
| 30회                         | 2015년 9월 11일  | 퍼펙트 휴먼                                | 김민정                | 이재혁, 이지윤                                                |
| 광복 70년 시대의 사운드 트랙 |                  |                                            |                       |                                                               |
| 32회                         | 2015년 9월 24일  | 1945년부터 1979년까지                      | 석영경                | 송웅달                                                        |
| 33회                         | 2015년 9월 25일  | 1980년부터 2015년까지                      | 석영경                | 송웅달                                                        |
| 청춘                         |                  |                                            |                       |                                                               |
| 34회                         | 2015년 10월 1일  | 내일을 찾아서                              | 김혜진                | 김한석                                                        |
| 35회                         | 2015년 10월 2일  | 기로에 선 내일                             | 김혜진                | 김한석                                                        |
| 2015 코리언 지오그래픽       |                  |                                            |                       |                                                               |
| 36회                         | 2015년 10월 15일 | 용암대지의 젖줄 한탄강                     | 이성범                | 이성범                                                        |
| 37회                         | 2015년 10월 16일 | 서해 비밀의 섬 격렬비열도                  | 이용규                | 구중회                                                        |
| 38회                         | 2015년 10월 22일 | 소통의 물결 섬진강                         | 박소희                | 배용화, 이경배                                                |
| 39회                         | 2015년 10월 23일 | 돌과 물의 신전 무등산                      | 고은희                | 안희구                                                        |
| 모래 위의 기적               |                  |                                            |                       |                                                               |
| 40회                         | 2015년 10월 29일 | 물의 왕국 사우디아라비아                   | 윤영수                | 장강복                                                        |
| 41회                         | 2015년 10월 29일 | 대한민국 산업의 메카                       | -                     | 벤 아우단 야지드 압둘라지즈                                   |
| 아시안 피치                  |                  |                                            |                       |                                                               |
| 42회                         | 2015년 11월 12일 | 나를 팔지 마세요 아프간 소녀 소니타의 노래 | 조정화                | 록사레 가엠 마나미                                            |
| 43회                         | 2015년 11월 13일 | 학교가는 길 - 미래                         | -                     | 이재오, 양홍선 차오시, 루이 록 하 응우옌 홍 아툴라 디사나야카 |
| 학교의 진화                  |                  |                                            |                       |                                                               |
| 47회                         | 2015년 12월 17일 | 시험 없는 학교                             | 신지현, 김태영 유지향 | 정찬필, 김동일                                                |
| 48회                         | 2015년 12월 18일 | 세상을 바꾸는 교실                         | 신지현, 김태영 유지향 | 정찬필, 김동일                                                |
| 단편 기획                    |                  |                                            |                       |                                                               |
| 31회                         | 2015년 9월 18일  | 대륙의 딜레마 - 중국 경제 전환과 위기      | 윤영수                | 변영섭, 장선영                                                |
| 42회                         | 2015년 10월 30일 | 다보탑 돌사자 실종 100년의 미스터리        | 정윤미                | 심상구, 이지희 상은지                                         |
| 44회                         | 2015년 11월 20일 | 지하드의 신부들 - 그들은 왜 IS로 갔나      | -                     | 양홍선 (해외 제작)                                            |
| 45회                         | 2015년 12월 3일  | IS로부터의 탈출                            | -                     | 양홍선 (해외 제작)                                            |
| 46회                         | 2015년 12월 4일  | 난민 대탈출 - 깊어가는 유럽의 고민         | 강지연                | 남진현                                                        |
| 49회                         | 2015년 12월 24일 | 4기 암환자 1년의 기록 - 앎                 | -                     | 이호경                                                        |
| 50회                         | 2015년 12월 25일 | 일사각오 주기철                            | 임미랑                | 권혁만                                                        |
| 미국의 부활                  |                  |                                            |                       |                                                               |
| 51회                         | 2016년 1월 14일  | 첨단산업의 리더                            | 강지희, 이은아        | 김영철, 장강복                                                |
| 52회                         | 2016년 1월 15일  | 셰일 혁명                                  | 강지희, 이은아        | 김영철, 장강복                                                |
| 53회                         | 2016년 1월 16일  | 제조업 르네상스                            | 강지희, 이은아        | 김영철, 장강복                                                |
| 21세기 한국의 생존전략       |                  |                                            |                       |                                                               |
| 54회                         | 2016년 1월 21일  | 메이커 시대가 온다                         | 박민경                | 손현철                                                        |
| 55회                         | 2016년 1월 22일  | 카운트 다운 - 4차 산업혁명                 | 박민경                | 손현철                                                        |
| 스웨덴 정치를 만나다.        |                  |                                            |                       |                                                               |
| 56회                         | 2016년 1월 28일  | 행복을 만드는 마술사                       | 이녹영                | 구수환                                                        |
| 58회                         | 2016년 2월 4일   | 정치가 꽃보다 아름답다                     | 이녹영                | 구수환                                                        |
| 2016 코리언 지오그래픽       |                  |                                            |                       |                                                               |
| 59회                         | 2016년 2월 11일  | 귀향                                       | 유수진                | 이성범                                                        |
| 단편 기획                    |                  |                                            |                       |                                                               |
| 57회                         | 2016년 1월 29일  | 이슬람 전쟁 - 수니대 시아                  | -                     | 양홍선 (해외 제작)                                            |